# Lucien Tesnière
Lucien Tesnière (Mont-Saint-Aignan, 13 maggio 1893 – Montpellier, 6 dicembre 1954) è stato un grammatico e slavista francese.

## Biografia
Docente universitario dapprima a Strasburgo (1924), poi a Montpellier (1937), pubblicò numerosi lavori sulle lingue slave (in particolare russo e sloveno), ma è meglio conosciuto per la sua originale teoria sintattica, chiamata grammatica valenziale e illustrata nel suo libro Éléments de syntaxe structurale (uscito postumo nel 1959), dove propose una formalizzazione delle strutture sintattiche della frase, sulla base di esempi tratti da un gran numero di lingue.

## Principali pubblicazioni
- Petite grammaire russe, Henri Didier, Paris 1934.
- Cours élémentaire de syntaxe structurale, 1938.
- Cours de syntaxe structurale, 1943.
- Esquisse d'une syntaxe structurale, Klincksieck, Paris 1953.
- Éléments de syntaxe structurale, Klincksieck, Paris 1959. ISBN 2-252-01861-5